# Achatocarpus praecox
Achatocarpus praecox är en tvåhjärtbladig växtart som beskrevs av August Heinrich Rudolf Grisebach. Achatocarpus praecox ingår i släktet Achatocarpus och familjen Achatocarpaceae.

## Underarter
Arten delas in i följande underarter:
- A. p. obovatus
- A. p. spinulosus
- A. p. bicornutus